# Piotr Sluczewski
Piotr Sluczewski, poljski general, * 1899, † 1973.